# Lejkówka miseczkowata

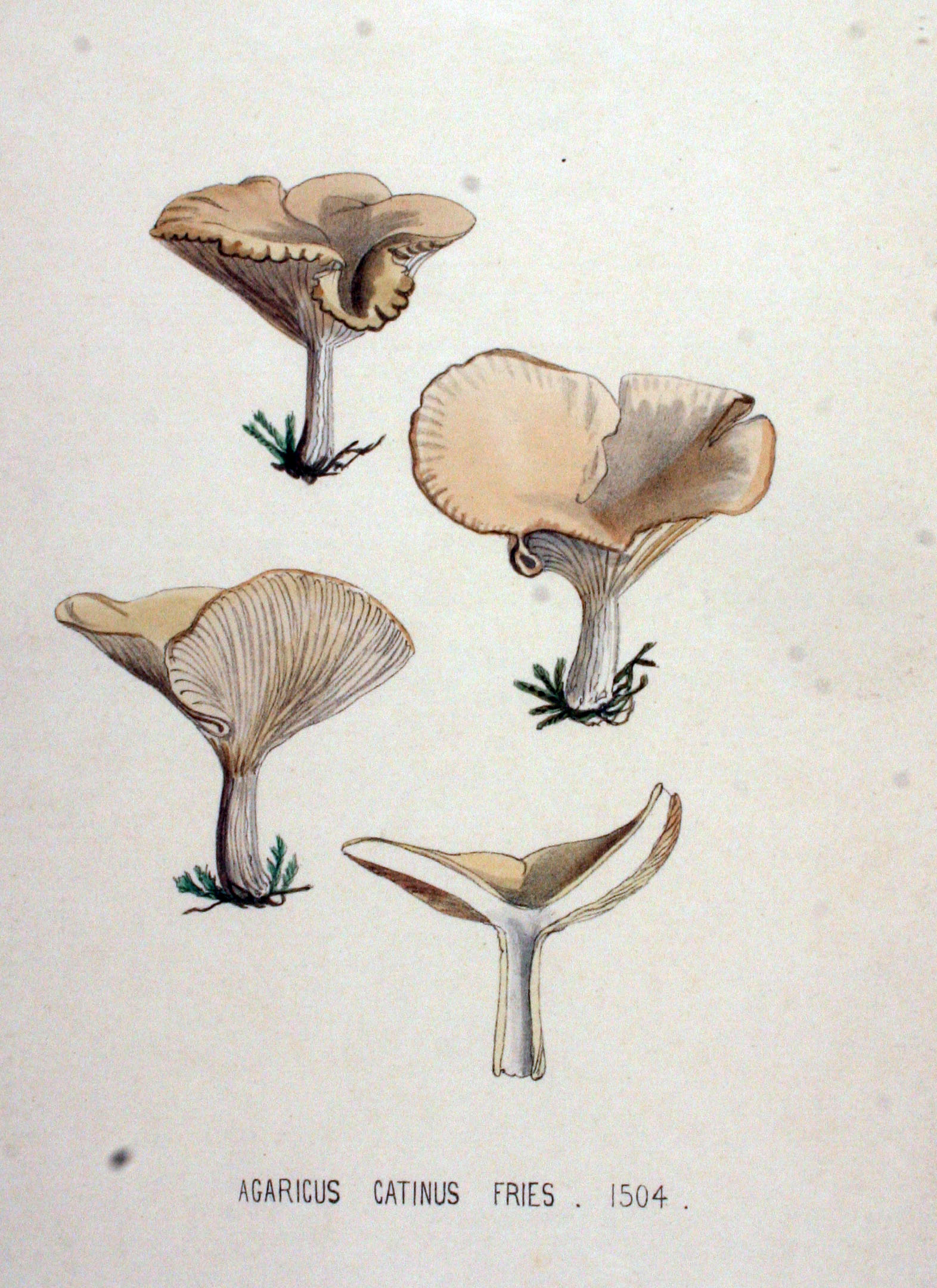

Lejkówka miseczkowata (Clitocybe catinus (Fr.) Quél.) – gatunek grzybów z rzędu pieczarkowców (Agaricales).

## Systematyka i nazewnictwo
Pozycja w klasyfikacji według Index Fungorum: Clitocybe, Incertae sedis, Agaricales, Agaricomycetidae, Agaricomycetes, Agaricomycotina, Basidiomycota, Fungi.
Po raz pierwszy takson ten opisał w 1838 r. Elias Fries, nadając mu nazwę Agaricus catinus. Obecną, uznaną przez Index Fungorum nazwę, nadał mu Lucien Quélet w 1872 r.
Synonimy:

- Agaricus catinus Fr.
- Clitocybe catinus var. magnispora Raithelh. 1996
- Clitocybe infundibuliformis var. catina (Fr.) Costantin & L.M. Dufour 1891
- Clitocybe infundibuliformis var. catinus (Fr.) Konrad & Maubl. 1937
- Infundibulicybe catinus (Fr.) Harmaja 2003
- Omphalia catina (Fr.) Quél 1886
- Omphalia catinus (Fr.) Quél. 1886[2].

Aleksander Zalewski w 1948 r. nadał mu polską nazwę głąbik miseczkowaty, Władysław Wojewoda w 2003 r. zmienił ją na lejkówka miseczkowata

## Morfologia
Kapelusz
Średnica 2–9(11) cm, kształt początkowo miseczkowaty, później lejkowaty, na koniec talerzowaty z wgłębieniem na środku, ale bez garba. Powierzchnia czasami biaława, ale zwykle jasnobrązowa lub bladopłowa do kremowoochrowej. Brzeg pofalowany, u starszych okazów nieco prążkowany i nieco higrofaniczny.
Blaszki
Zbiegające na trzon, dość gęste, z międzyblaszkami, kremowe.
Trzon
Wysokość 3–6 cm, grubość do 1 cm, cylindryczny, dołem rozszerzający się, elastyczny, pełny, rzadko gąbczasty. Powierzchnia naga, podstawa z filcowatą grzybnią.
Miąższ
Biały, gąbczasty, cienki, twardy, włóknisty. Zapach słaby, nieco grzybowy, migdałowy, smak lekko gorzki.
Cechy mikroskopowe
Zarodniki jasnokremowobiałe, 6,5–8,5 × 4,5–6 µm, eliptyczne, gładkie.
Gatunki podobne
Morfologicznie podobne są: lejkówka liściowa (Citocybe phyllophila), lejkówka żółtobrązowa (Infundibulicybe gibba), lejkówka czerwonawa (Bonomyces sinopica), gąsówka rudawa (Paralepista flaccida). Podobny zapach ma Infundibulicybe geotropa (lejkówka okazała).

## Występowanie i siedlisko
Lejkówka miseczkowata występuje w Ameryce Północnej, Europie i Japonii. Najwięcej stanowisk podano w Europie. W Polsce do 2003 r. znane były tylko 2 stanowiska; w Puszczy Zielonka, podane przez A. Zalewskiego i w Wielkopolskim Parku Narodowym, podane przez S. Domańskiego. Według W. Wojewody częstość występowania i stopień zagrożenia tego gatunku nie są znane.
Grzyb naziemny występujący wśród traw w lasach liściastych. Owocniki tworzy zwykle od września do listopada.

## Znaczenie
Naziemny grzyb saprotroficzny. Jest grzybem jadalnym, ale średniej wartości. Lepiej go nie zbierać w celach spożywczych ze względu na możliwość pomyłki z trującymi gatunkami lejkówek (np. lejkówką liściową), tym bardziej że jest nieco gorzkawy.